# Außengalopp
Beim Galopp des Pferdes unterscheidet man, je nachdem ob das rechte oder linke Beinpaar weiter vorgreift, zwischen Rechts- und Linksgalopp. Beim Reiten in der Reitbahn greift normalerweise das innere (das dem Bahninneren zugewandte) Beinpaar weiter vor. Diesen Galopp bezeichnet man als Handgalopp oder Innengalopp. Beim Vorgreifen des äußeren Beinpaares spricht man vom Außengalopp oder gelegentlich vom Kontergalopp.
Der Außengalopp wird als Lektion in allen Dressur-Prüfungen der Klasse L gefordert. Da er ein gewisses Maß an Versammlung und Aufrichtung erfordert, kann er gezielt nur mit einem Pferd geritten werden, das sicher an den Hilfen des Reiters steht.
Unerwünscht ist der Kreuzgalopp, bei welchem vorderes und hinteres Beinpaar nicht im gleichen Galopp springen (also vorne Rechtsgalopp und hinten Linksgalopp, bzw. umgekehrt). Der Kreuzgalopp tritt gelegentlich bei Pferden auf, wenn sie nicht ausbalanciert und taktrein laufen oder wenn der fliegende Wechsel nur mit der Vorhand durchgeführt wurde.